# Pieter Rink
Pieter Rink (Tiel, 13 augustus 1851 - 's-Gravenhage, 6 augustus 1941) was een Nederlands politicus.
Rink was een Tielse advocaat, die tot de vooraanstaande liberalen in de eerste helft van de twintigste eeuw behoorde. Hij was een voorstander van kiesrechtuitbreiding. Hij kwam in 1891 in de Kamer, na in zijn woonplaats ook wethouder te zijn geweest. Hij was in het kabinet-De Meester minister van Binnenlandse Zaken. Hij keerde na zijn ministerschap in 1909 terug als afgevaardigde voor Hoogezand. Als fractieleider van (Liberale Staatspartij) "De Vrijheidsbond" kwam hij na de spanningen in november 1918 met een motie waarin om maatschappelijke hervormingen werd gevraagd. Hij bleef tot zijn tachtigste Eerste Kamerlid.
Zijn zuster, Gertrude Jeanne Marie Rink, was getrouwd met viceadmiraal en directeur en commandant van de marine te Amsterdam, Christiaan ten Bosch. 
- Biografisch Portaal: 11791028
- Digitale Bibliotheek voor de Nederlandse Letteren: rink003
- Gemeinsame Normdatei: 1066596913
- International Standard Name Identifier: 0000 0003 9670 0142
- Nederlandse Thesaurus van Auteursnamen: 068005210
- Parlement.com: vg09ll5tr9yx
- Virtual International Authority File: 291719703
- WorldCat: E39PBJyX3MgmjqkH4vQMW8KGHC